# Ministerio de Asuntos Exteriores y Cooperación Internacional de Guinea Ecuatorial
El Ministerio de Asuntos Exteriores y Cooperación Internacional es el Ministerio de Asuntos Exteriores de Guinea Ecuatorial, con sede en Malabo, capital del país. El actual ministro es Simeón Oyono Esono Angue, nombrado en 2018.

## Lista de ministros
Desde la Independencia de Guinea Ecuatorial el 12 de octubre de 1968, quienes han ocupado el cargo han sido:

- 1968–1969: Atanasio Ndongo Miyone
- 1969–1971: Francisco Macías Nguema
- 1971–1979: Bonifacio Nguema Esono Nchama (interino hasta 1976)
- 1979–1981: Florencio Mayé Elá
- 1981–1983: Marcos Mba Ondo
- 1983–1989: Marcelino Nguema Onguene
- 1989–1992: Santiago Eneme Ovono
- 1992–1993: Benjamín Mba Ekua Mikó
- 1993–1999: Miguel Oyono Ndong Mifumu
- 1999–2003: Santiago Nsobeya Efuman
- 2003–2012: Pastor Micha Ondó Bile
- 2012–2018: Agapito Mba Mokuy
- 2018–presente: Simeón Oyono Esono Angue